# Resolució 2170 del Consell de Seguretat de les Nacions Unides
La Resolució 2170 del Consell de Seguretat de les Nacions Unides fou adoptada per unanimitat el 15 d'agost de 2014. El Consell de Seguretat va condemnar als grups terroristes Estat Islàmic a l'Iraq i al Llevant (ISIL) i el Front Al-Nusra (ANF) i va posar sis dels seus membres a la llista de sancions d'Al Qaeda, que incloïa la congelació dels seus recursos financers, prohibició de viatge i embargament d'armes. El líder d'ISIL, Abu Bakr al-Baghdadi, es trobava en aquesta llista des de 2011.

## Detall
Parts d'Iraq i Síria han quedat sota el control d'Estat Islàmic i el Front Al-Nusra, que hi provocaven inestabilitat, tensions sectàries, un desastre humanitari i milions de refugiats. Van condemnar la ideologia extremista de l'ISIL, les violacions greus dels drets humans perpetrades per l'organització, enfocament d'objectius civils, l'ús de nens soldats, la violència sexual i la destrucció de llocs culturals i religiosos.
Es va repetir la condemna d'aquestes i altres entitats afiliades a Al Qaeda, així com les noves sancions contra ella establertes a la resolució 2161. No obstant això, el Consell era preocupat pels recursos financers i d'altres que fornien ISIL, ANF i altres grups, inclosos el control de camps petroliers i els reforç de terroristes estrangers. També va condemnar fortament els segrestos i ostatges per rescats o promeses polítiques.
El Consell va exigir a ISIL, ANF i tots els altres grups afiliats a Al Qaeda que cessessin immediatament la violència, es desarmessin i es dissolguessin. A més, tots els combatents estrangers havien de retirar-se. Es va demanar als Estats membres que adoptessin mesures per evitar la sortida de terroristes cap a Síria i a l'Iraq.
ISIL va ser considerat com a grup separat d'Al Qaeda i, com ANF, estava subjecte al règim de sancions d'Al Qaeda. Sis persones afiliades a Al Qaida, ISIL i/ ANF, i que figuren en un annex a la resolució, es van sumar a la llista de sancions d'Al Qawda perquè van atreure combatents i van participar en el finançament, planificació, suport, preparació o execució d'accions terroristes.